# Una mujer bajo la influencia
Una mujer bajo la influencia (en inglés, A Woman Under the Influence) es una película independiente de drama estadounidense de 1974, escrita y dirigida por John Cassavetes y producida por Sam Shaw.
El film cuenta la historia de una ama de casa interpretada por Gena Rowlands, madre de tres hijos que no se adapta a las normas sociales y padece inestabilidad emocional, su marido es un obrero de la construcción interpretado por Peter Falk. El resto del reparto está compuesto por Fred Draper, Lady Rowlands, Katherine Cassavetes y Matthew Laborteaux.
La idea original de la película también fue propuesta por Gena Rowlands, compañera de vida y profesión de Cassavetes, la cual le comentó las ganas que tenía de interpretar una obra teatral sobre un personaje en el que estuvieran presentes los dilemas, problemas e inquietudes de la mujer en los años setenta.
Rowlands fue nominada en los Premios Óscar como mejor actriz en 1974 y galardonada en los Premios Globos de Oro y en el Festival Internacional de Cine de San Sebastián por su exigente papel. Además, la película es considerada como la mejor obra de Cassavetes.
En 1990, la película fue seleccionada para su conservación en el National Film Registry de los Estados Unidos como "cultural, histórica o estéticamente significativa", una de las primeras cincuenta películas en ser honrada.

## Sinopsis
El ama de casa y madre de Los Ángeles, Mabel, ama a su esposo Nick, un obrero de la construcción, y anhela desesperadamente complacerlo, pero las extrañas costumbres y el comportamiento cada vez más raro que muestra cuando está con otras personas preocupan a Nick. Convencido de que se ha convertido en una amenaza para sí misma y para los demás, él la compromete a regañadientes a una institución mental donde se somete a tratamiento durante seis meses.
Ahora que está a solas con sus tres hijos, Nick demuestra que no es ni más sabio ni mejor que su esposa en la forma de relacionarse e interactuar con ellos, y tampoco acepta el papel que la sociedad espera que desempeñe.
Seis meses después Mabel regresa a casa, pero no está preparada ni emocional ni mentalmente y su esposo tampoco está debidamente preparado para su regreso. Al principio, Nick invita a un gran grupo de personas a la casa a una fiesta para celebrar el regreso de su esposa, pero al darse cuenta en el último momento de que eso es una tontería, envía de vuelta a la mayoría de ellos. Luego, Mabel regresa con solo familiares cercanos, incluidos sus padres, los padres de Nick y sus tres hijos para saludarla, pero incluso eso es abrumador y la noche se desintegra en otro evento emocional y psicológicamente devastador.

## Reparto

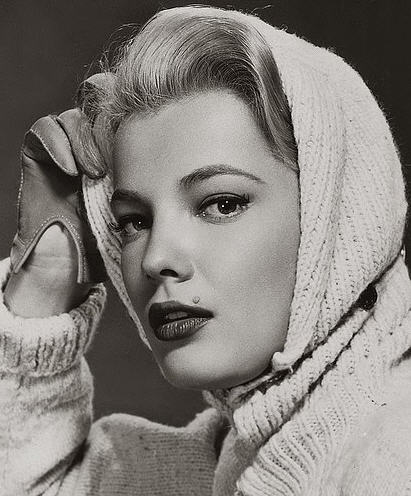
La actriz Gena Rowlands, protagonista principal de la película. Su actuación fue aclamada por el público y la crítica.

- Gena Rowlands como Mabel Longhetti
- Peter Falk como Nick Longhetti
- Fred Draper como George Mortensen
- Lady Rowlands como Martha Mortensen
- Katherine Cassavetes como Margaret Longhetti
- Matthew Laborteaux como Angelo Longhetti
- Matthew Cassel como Tony Longhetti
- Christina Grisanti como Maria Longhetti
- Mario Gallo como Harold Jensen
- Eddie Shaw como el doctor Zepp
- Angelo Grisanti como Vito Grimaldi
- Charles Horvath como Eddie
- Vince Barbi como Gino
- Leon Wagner como Billy Tidrow

## Producción
John Cassavetes se inspiró para escribir "A Woman Under the Influence" cuando su esposa Gena Rowlands expresó su deseo de aparecer en una obra sobre las dificultades que enfrentan las mujeres contemporáneas. Su guion completo era tan intenso y emotivo que sabía que no sería capaz de interpretarlo ocho veces a la semana, por lo que decidió adaptarlo a la pantalla. Cuando trató de recaudar fondos para el proyecto, le dijeron: "Nadie quiere ver a una dama loca de mediana edad".
Al carecer de financiamiento para el estudio, Cassavetes hipotecó su casa y pidió prestado a familiares y amigos, uno de los cuales era Peter Falk , a quien le gustó tanto el guion que invirtió $ 500,000 en el proyecto. El equipo estaba formado por profesionales y estudiantes del American Film Institute , donde Cassavetes se desempeñaba como el primer "cineasta en residencia" en su Centro de Estudios Avanzados de Cine. Trabajar con un presupuesto limitado lo obligó a filmar escenas en una casa real cerca de Hollywood Boulevard , y Rowlands fue responsable de su propio peinado y maquillaje.
Al finalizar la película, Cassavetes no pudo encontrar un distribuidor, por lo que llamó personalmente a los propietarios de los teatros y les pidió que dirigieran la película. Según el estudiante universitario Jeff Lipsky, que fue contratado para ayudar a distribuir la película, "fue la primera vez en la historia de las películas que se distribuyó una película independiente sin el uso de un sistema nacional de subdistribuidores". Fue reservado en casas de arte y exhibido en campus universitarios, donde Cassavetes y Falk lo discutieron con la audiencia. Se mostró en el Festival de Cine de San Sebastián , donde Rowlands fue nombrada Mejor Actriz y Cassavetes ganó la Concha de Plata al Mejor Director, y el Festival de Cine de Nueva York , donde captó la atención de críticos de cine como Rex Reed. Cuando Richard Dreyfuss apareció en The Mike Douglas Show con Peter Falk, describió la película como "la película más increíble, inquietante, aterradora, brillante, oscura, triste y deprimente" y agregó: "Me volví loco. Fui a casa y vomité, "lo que llevó al público curioso a buscar la película capaz de enfermar a Dreyfuss (quien es bipolar).

## Recepción crítica
En el sitio web del agregador de reseñas Rotten Tomatoes , la película tiene una calificación de aprobación del 93% basada en 27 reseñas, con una calificación promedio de 8.06 / 10. El consenso crítico del sitio web dice: «Electrificada por las ardientes actuaciones de Gena Rowlands y Peter Falk, A Woman Under the Influence encuentra al pionero cineasta independiente John Cassavetes trabajando en su apogeo artístico».
Nora Sayre de The New York Times observó: «Miss Rowlands desata una caracterización extraordinaria [...] El estilo de actuación de las actrices a veces muestra un parentesco con el de Kim Stanley o la reciente Joanne Woodward, pero las notas de desesperación son enfáticamente suyas [...] Peter Falk ofrece una actuación [...] estimulante y los niños están muy bien dirigidos, pero la película no tenía por qué durar 2 horas y 35 minutos: hay demasiada charla, lo que no realmente no revela el carácter. Aun así, las escenas más aterradoras son extremadamente convincentes, y esta es una película reflexiva que provoca una discusión seria».
Roger Ebert, del Chicago Sun-Times, calificó la película con cuatro estrellas de cuatro y la calificó de «terriblemente complicada, involucrada y fascinante, una revelación». Añadió: «Los personajes son más grandes que la vida (aunque por eso no menos convincentes), y sus amores y rabia, sus peleas y momentos de ternura existen en niveles agotadores de emoción. Cassavetes es más fuerte como escritor y cineasta para crear personajes específicos y luego quedarse con ellos a través de escenas largas, dolorosas e intransigentes hasta que los conozcamos lo suficiente como para leerlos, predecir lo que harán a continuación e incluso comenzar a entender por qué». Ebert luego agregó la película a su lista de "Grandes Películas", en la que calificó la película como «quizás la mejor de Cassavetes».

## Reconocimiento
| Premio                                          | Año  | Categoría                     | Nominado/a                   | Resultado | Referencia  |
| ----------------------------------------------- | ---- | ----------------------------- | ---------------------------- | --------- | ----------- |
| Premios Oscar                                   | 1975 | Mejor Actriz                  | Gena Rowlands                | Nominada  | [ 8 ] [ 9 ] |
| Premios Oscar                                   | 1975 | Mejor Director                | John Cassavetes              | Nominada  | [ 8 ] [ 9 ] |
| Premios Globo de Oro                            | 1975 | Mejor Película                | Una mujer bajo la influencia | Nominada  | [ 8 ] [ 9 ] |
| Premios Globo de Oro                            | 1975 | Mejor Actriz - Drama          | Gena Rowlands                | Ganadora  | [ 8 ] [ 9 ] |
| Premios Globo de Oro                            | 1975 | Mejor Director                | John Cassavetes              | Nominado  | [ 8 ] [ 9 ] |
| Premios Globo de Oro                            | 1975 | Mejor Guion                   | John Cassavetes              | Nominado  | [ 8 ] [ 9 ] |
| Festival Internacional de Cine de San Sebastián | 1975 | Concha de plata               | Una mujer bajo la influencia | Ganadora  | [ 8 ] [ 9 ] |
| Festival Internacional de Cine de San Sebastián | 1975 | Mejor Interpretación femenina | Gena Rowlands                | Ganadora  | [ 8 ] [ 9 ] |
| Festival Internacional de Cine de San Sebastián | 1975 | Mención honorable             | John Cassavetes              | Ganador   | [ 8 ] [ 9 ] |
| Kansas City Film Critics Circle                 | 1975 | Mejor actriz                  | Gena Rowlands                | Ganadora  | [ 8 ] [ 9 ] |
| National Board of Review                        | 1974 | Mejor Actriz                  | Gena Rowlands                | Ganadora  | [ 8 ] [ 9 ] |
| National Board of Review                        | 1974 | Top 10 películas              | Una mujer bajo la influencia | Ganadora  | [ 8 ] [ 9 ] |
| New York Film Critics Circle Awards             | 1974 | Mejor Actriz                  | Gena Rowlands                | Nominada  | [ 8 ] [ 9 ] |

## Análisis cinematográfico
John Cassavetes describe casi como un entomólogo a esa familia que vive asomada al abismo de la desestructuración. Curiosamente sería el hijo de cineasta, Nick Cassavetes, el que retomó más de dos décadas después un escenario similar para rodar su filme 'Volver a vivir'.
Gena Rowlands, una actriz inmensa que deja una de esas huellas sublimes de la interpretación, como sucediera años más tarde con 'Gloria' del propio Cassavetes. A medio camino entre el drama psicológico y el retrato cotidiano de un ecosistema familiar amenazado desde su propia identidad, 'Una mujer bajo la influencia' es el viaje al fin de la noche de la convivencia, el conflicto y la convulsa inmersión en los límites y las fronteras de las emociones. En su origen fue un texto teatral que la propia actriz pidió a Cassavetes. Pero la ambición de las tres historias concebidas y entrelazadas y sus dificultades para su representación en Broadway se transformaron en un guion sintetizado, destinado a ser protagonizado en la réplica masculina por Ben Gazzara, finalmente sustituido por Peter Falk, el popular y televisivo Colombo, otro de los habituales en el equipo del cineasta.
A través de escenarios reducidos, sin descender a lo teatral, medios limitados, mirada amateur, con una fijación en los actores casi obsesiva, Cassavetes no se rindió ante los sucesivos problemas de financiación, laborales y de exigencia personal que fueron surgiendo durante los casi setenta días de rodaje y un material que sobrepasó las cuatro horas. Cassavetes, en un ambiente convulso, fue superando dificultades y prácticamente se autofinanció el filme además de forzar estrenos y campañas y consolidar su propia distribución. Nunca tuvo el apoyo abierto de la crítica y, como en tantos otros casos, Martin Scorsese reclamó una mirada sobre 'Una mujer bajo la influencia' en el Festival de Cine de Nueva York. Luego sí obtendría progresivamente el éxito de público. Las sorprendentes nominaciones a los Globos de Oro y los Oscar para actriz y director y la taquilla permitieron a Cassavetes prolongar su carrera de cineasta, paralela a la de intérprete, y financiarse sus dos siguientes proyectos. Aunque vista hoy quizás haya perdido parte de su encanto transgresor, la película mantiene su fuerza e intensidad, una energía sutil a la hora de describir el universo de una mujer que vive la batalla de la privacidad, de la realización personal, del deseo de libertad y de una realidad llena de frustraciones y presiones.
Aunque en ocasiones parece vencer esa mirada experimental, la de cámara en mano, la de la imagen descuidada y la de la insistente intromisión en los rostros, continúa triunfando esa declaración de amor al cine que contiene el filme. Porque destila una sinceridad extraña y la certera sensación de que se rodó uno de esos documentos únicos, imperecederos. Iconoclasta y complejo, Cassavetes creció entre el underground y lo artesanal y experimental, siempre augurando la disolución de Hollywood.

## En la cultura popular
La canción de Juliana Hatfield "Mabel" fue escrita como un homenaje al personaje Mabel Longhetti..

## Medios domésticos
En 1992, Touchstone Home Video lanzó la película en VHS.
El 21 de septiembre de 2004, la película se estrenó en la Región 1, junto con Shadows, Faces, The Killing of a Chinese Bookie y Opening Night, como parte de la caja de ocho discos de John Cassavetes. La película está en formato de pantalla ancha anamórfica con una pista de audio en inglés. Las características adicionales incluyen comentarios del grabador de sonido y compositor Bo Harwood y el operador de cámara Mike Ferris y entrevistas con Gena Rowlands y Peter Falk. El 22 de octubre de 2013 la caja fue relanzada en Blu-ray .

## Restauración y preservación
La proyección de estreno mundial de una impresión restaurada se llevó a cabo en el Teatro Castro de San Francisco el 26 de abril de 2009, como parte del Festival Internacional de Cine de San Francisco. Gena Rowlands estuvo presente y habló brevemente. La restauración fue realizada por UCLA Film & Television Archive con fondos proporcionados por Gucci y la Film Foundation.